# 司马义·哈提甫
司马义·哈提甫（1941年4月—）维吾尔族，新疆阿图什人。中华人民共和国政治人物，中国共产党党员。

## 生平
北京邮电学院有线通信专业毕业。大专学历。1963年7月参加工作，曾任新疆维吾尔自治区发展计划委员会（物价局）巡视员、新疆维吾尔自治区发展计划委员会党组书记。2003年获聘为新疆维吾尔自治区第十届人民政府特邀行政执法监督员，聘期五年。他是第九、十届全国人大代表、全国人大民族委员会委员。任内于2002年初提交了《在新疆设立棉花期货交易所的议案》，提议在新疆设立棉花期货交易所，随后2002年3月2日新疆维吾尔自治区人民政府正式向中华人民共和国国务院提交了《关于在新疆设立棉花期货交易所的请示》。